# Luna 2
Koordinaten: 29° 6′ 0″ N, 0° 0′ 0″ O

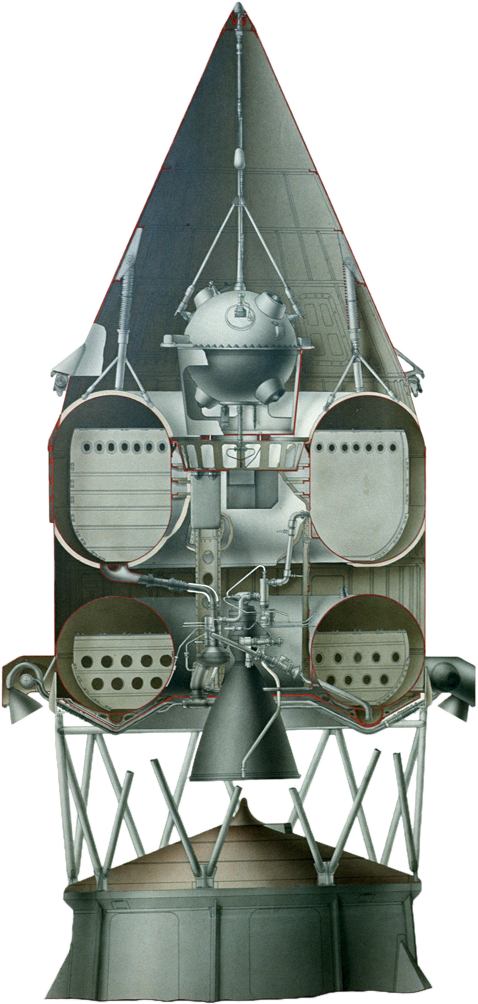
Sonde im Raketenkopf

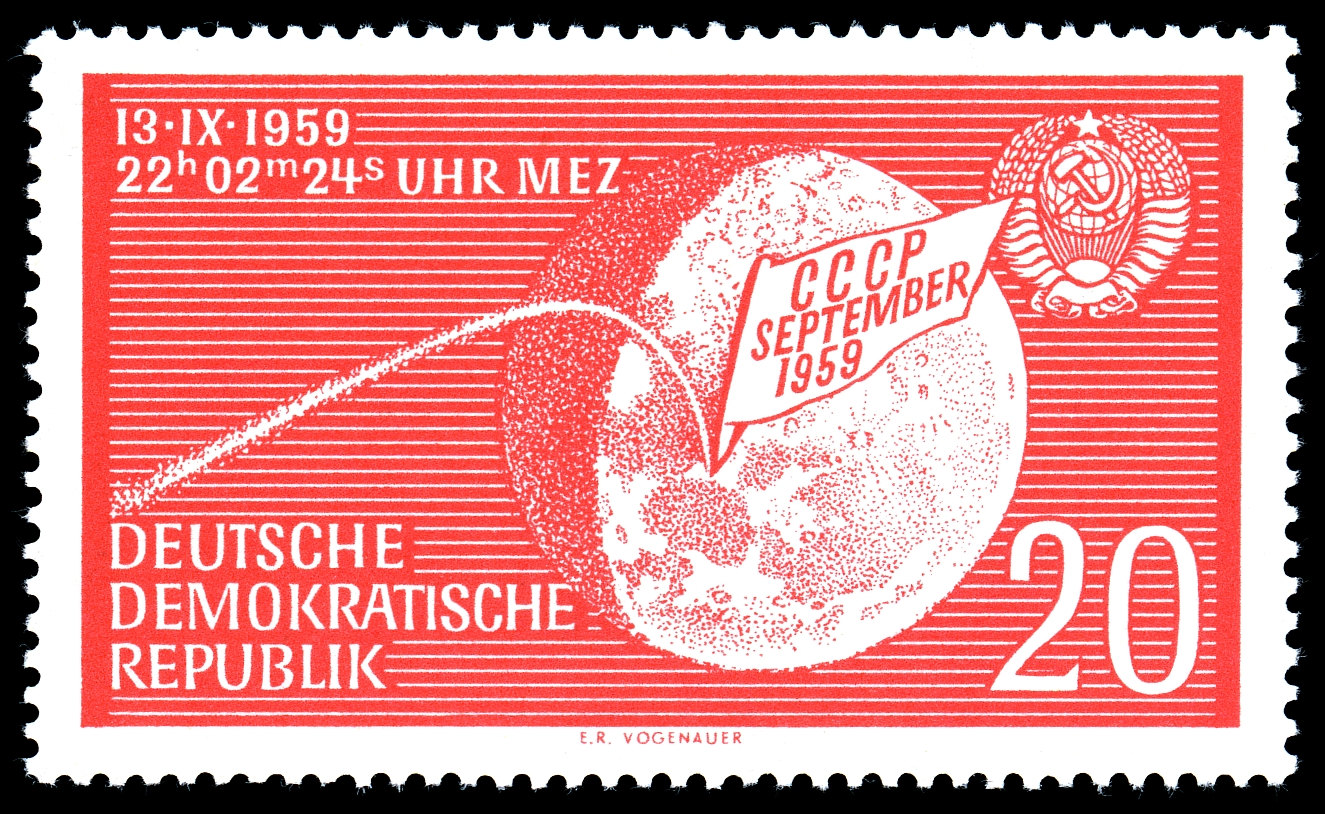
Sonderbriefmarke der DDR

Luna 2 (russisch Луна-2 Luna-2), in den westlichen Medien auch als Lunik 2 bezeichnet, war die zweite Raumsonde der Sowjetunion und die erste Mondsonde, die gezielt auf dem Mond aufschlug.

## Aufbau
Luna 2 ähnelte ihrem Vorgänger Luna 1, war also ein sphärischer, 390 kg schwerer Körper mit einer dominanten Antenne und einem Instrumententeil. Die Sonde war mit einem Geigerzähler, einem Magnetometer, einem Mikrometeoriten-Detektor sowie einem Szintillationszähler ausgestattet, besaß aber keine eigene Antriebseinheit. Vor dem Start wurde sie keimfrei gemacht, um keine Kleinstlebewesen auf den Mond einzuschleppen.

## Flugverlauf

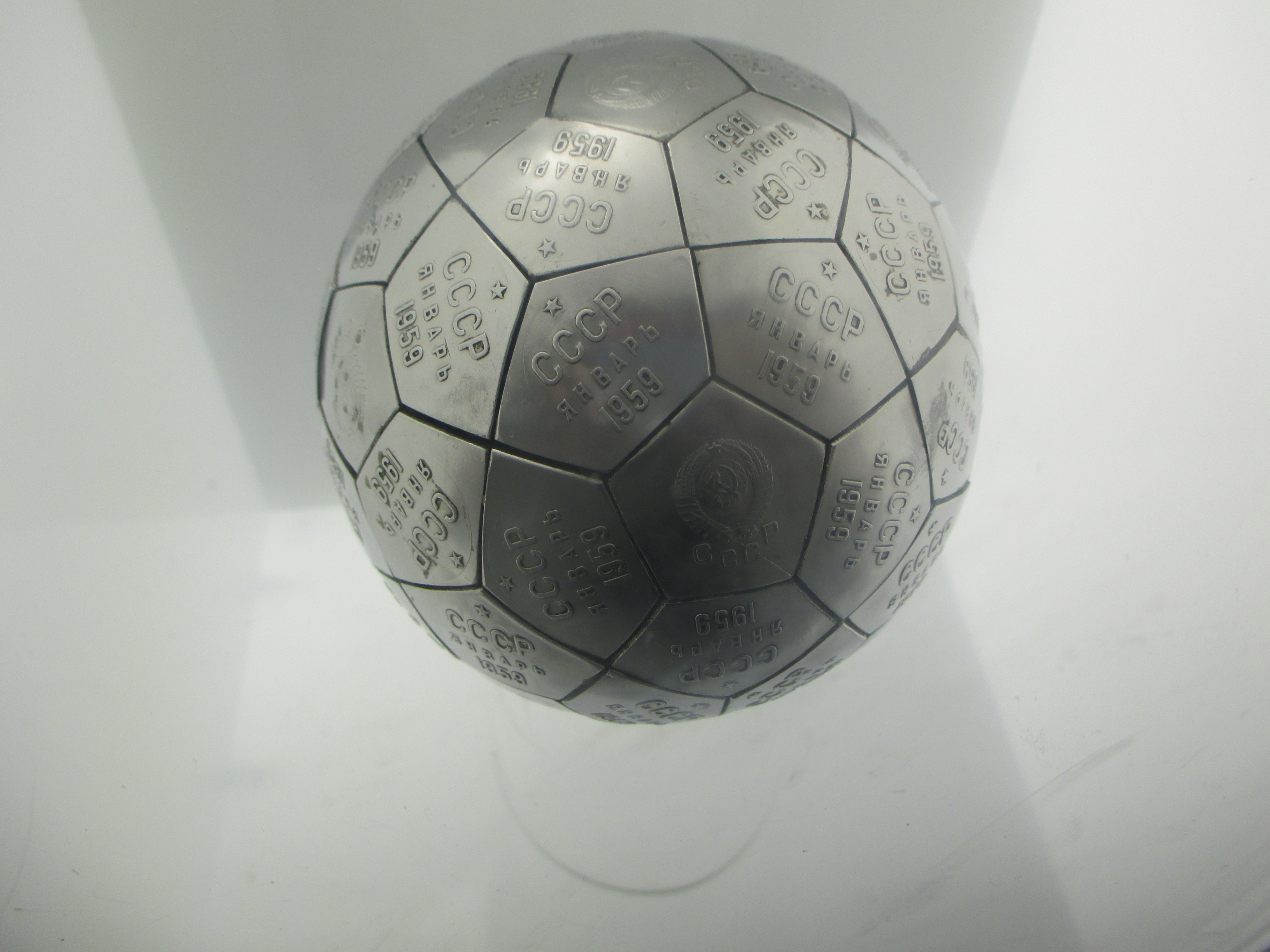
Modell des Einschlagkörpers im Kansas Cosmosphere and Space Center

Die Sonde wurde am 12. September 1959 im Rahmen der Lunik-Mission durch eine Trägerrakete vom Typ R-7 gestartet. Auf dem Flug wurde in etwa 130.000 km Erdentfernung ein Blitzlicht (Natriumdampf) gezündet, das für Observatorien auf der Erde sichtbar war und neben der Bahnverfolgung auch als Experiment zur Gasausdehnung im Weltraum diente.
Nach etwa 1,5 Tagen erreichte Luna 2 den Mond. Der Einschlag erfolgte am 14. September um 00:02:24 Moskauer Zeit (nach UTC am 13. September). Kurz vor dem harten Aufschlag zwischen den Kratern Autolycus und Archimedes – am Rand der ihr zu Ehren im Jahr 1970 in Sinus Lunicus benannten Mondbucht – bei einer Geschwindigkeit von 3,3 km/s (ca. 12.000 km/h), wurden Metallstreifen mit sowjetischen Emblemen ausgestoßen. Die dritte Raketenstufe, die der Sonde folgte, schlug etwa 30 Minuten später ebenfalls oberhalb des Sumpfes der Fäulnis (Palus Putredinis) zwischen den Kratern Archimedes und Autolycus ein und zwar recht genau auf dem Nullmeridian und etwa 29,1 Grad nördlicher Breite. Zwei einem Fußball ähnelnde Objekte enthielten einen Sprengsatz, wodurch einzelne fünfeckige Embleme aus rostfreiem Stahl freigesetzt wurden.

## Ergebnisse
Luna 2 bestätigte die Messung der am Mond vorbeigeflogenen Sonde Luna 1, nach der der Mond im Vergleich zur Erde über kein nennenswert starkes Magnetfeld oder einen vergleichbar starken Strahlungsgürtel verfügt.
Die Luna 2-Mission besaß auch eine besondere militärpolitische Bedeutung im Rahmen des Wettrüstens im Kalten Krieg. Der Flug der Sonde zum Mond ging dem Staatsbesuch von Chruschtschow in den USA nur wenige Tage voraus und demonstrierte nochmals, dass die Sowjetunion mit Interkontinentalraketen jederzeit angreifen könnte.
Die sowjetische Mondforschung wurde bald darauf mit Luna 3 weitergeführt.